# Une femme de cran
Pour plus de détails, voir Fiche technique et Distribution.
Une femme de cran (TV) / Entre les mains de la mafia (DVD) (Wisegal) est un téléfilm américain réalisé par Jerry Ciccoritti et diffusé le 15 mars 2008 sur Lifetime. En France, le téléfilm est diffusé le 4 mai 2009 sur M6 puis rediffusée sur Téva.

## Synopsis
À New York, Patty épouse Dante Montanari, un policier avec qui elle aura deux enfants: Joey et Nino. Dante meurt d'un cancer et pour faire survivre sa famille, Patty accepte l'aide de Frank Russo, un criminel qui s'est occupé de l'enterrement de son mari. Patty entre ainsi dans un monde dangereux...

## Distribution
- Alyssa Milano (VF : Magalie Barney) : Patty Montanari[1]
- Jason Gedrick (VF : Bruno Choël) : Frank Russo
- James Caan (VF : Georges Claisse) : Salvatore Palmeri[2]
- Janet Wright (en) : Angie
- Gabriel Hogan : Robert Wilford
- Kyle Harrington : Nino Montanari
- Anthony Moniz Lancione : Nino Montanari (jeune)
- Heather Hanson : June
- Zak Longo : Mouse Russo
- Tulsi Balram : Chanteuse
- Alessandro Costantini : Joey Montanari
- Louca Tassone : Joey Montanari (jeune)
- Anthony Melchiorri (en) : Oncle Tito